# Vladimir Bodescu
Vladimir Bodescu (4 de marzo de 1868 - 28 de noviembre de 1941) fue un político, miembro del Parlamento moldavo y de origen besarabio. El 27 de marzo de 1918, votó por la unión de Besarabia con Rumanía. Fue licenciado en la facultad de derecho de Kiev y era jurista de profesión. Fue magistrado en muchas localidades de Rusia. Fue perseguido por la URSS por sus ideas; el 10 de agosto de 1940 fue detenido por las autoridades soviéticas tras la ocupación de Besarabia. Murió un año después, en 1941 por agotamiento, causado por una diarrea que venía padeciendo desde semanas.